# Équipe de Corée du Nord féminine de handball
L'équipe de Corée du Nord de handball féminin représente la Corée du Nord lors des compétitions internationales de handball féminin. La sélection n'a jamais participé aux tournois olympiques ou à une phase finale des championnats du monde. 
Elle termine troisième des championnats d'Asie en 1993 et 2000 ; les Nord-Coréennes sont quatrièmes en 1991 et 1999 et cinquièmes en 2010 et 2012. La Corée du Nord est aussi médaillée d'argent des Jeux asiatiques de 1998.

## Entraîneurs célèbres
- Artur Hoffman : de 1963 à 1967